# Frank Swaelen
Frank Marcel Gerard Swaelen, né le 23 mars 1930 à Anvers (Belgique) et mort le 23 décembre 2007 dans la même ville, est un homme politique belge néerlandophone, membre du CD&V.
Il est ministre de la Défense nationale entre 1980 et 1981 et président du Sénat de Belgique entre 1988 et 1999.

## Biographie
Après des humanités gréco-latines au Sint-Lievenscollege d'Anvers, Frank Swaelen étudie le droit à l'université de Louvain. Il accède à la direction de l'enseignement catholique en 1955, puis, de 1956 à 1966, il est secrétaire-général de la Confédération nationale des associations de parents. Dans cette fonction, il participe activement aux discussions qui mènent au Pacte scolaire. De 1956 à 1964, il est membre du bureau national des Jeunes-CVP et, de 1964 à 1966, il en est le président. De 1966 à 1976, il est secrétaire national du CVP.
En 1968, il est élu député. Il est également bourgmestre de Hove entre 1971 et 1988. En 1973, il devient membre du conseil d'administration du Crédit communal de Belgique, conseil d'administration qu'il préside pendant huit ans à partir de 1986.
Bien que spécialiste de l'enseignement dans son parti, il est nommé en 1980 ministre de la Défense nationale du gouvernement Martens IV. L'année suivante, il quitte cette fonction pour celle de président du CVP. Il le reste jusqu'en 1988, l'année où il est élu président du Sénat. C'est en cette qualité qu'il siège, entre autres, à la Commission d'enquête sénatoriale sur le génocide du Rwanda. De 1994 à 1996, il préside l'Assemblée parlementaire de l'OSCE.
En 1995, il est nommé ministre d'État par le roi.
Il se retire de la politique en 1999 après avoir présidé le Sénat plus de 10 ans. Il est fait Grand Cordon de l'ordre de Léopold, la plus haute distinction belge, en cette même année 1999.

## Cursus politique
- 1964 - 1966 : président national des Jeunes-CVP
- 1966 - 1976 : secrétaire général du CVP
- 1968 - 1985 : député
- 1971 - 1988 : bourgmestre de Hove
- 1980 - 1981 : ministre de la Défense nationale
- 1981 - 1988 : président national du CVP
- 1985 - 1999 : sénateur
- 1988 - 1999 : président du Sénat

## Décoration
- Grand cordon de l'ordre de Léopold (1999)[2]

## Sources et notes
- (nl) Cet article est partiellement ou en totalité issu de l’article de Wikipédia en néerlandais intitulé « Frank Swaelen » (voir la liste des auteurs).

1. ↑  Par arrêté royal du 19 octobre 1999 (Moniteur belge du 28 décembre 1999).
2. ↑  https://etaamb.openjustice.be/fr/1999000889.html